# میوزیک اند میدیا
میوزیک اَند میدیا (انگلیسی: Music & Media) یک مجله برای رادیو، موسیقی و سرگرمی در سرتاسر اروپاست که نخستین بار در سال ۱۹۸۴ با نام یوروتیپ‌شیت منتشر شد و از سال ۱۹۸۶ به عنوان کنونی‌اش تغییر نام داد. مقر اصلی آن در آغاز در شهر آمستردام بود ولی بعدها به لندن منتقل شد. انتشار این مجله در اوت ۲۰۰۳ به پایان رسید. این مجله، نشریه خواهر مجلهٔ بیلبورد بود.